# Острів Рудольфа
О́стрів Рудо́льфа (нім. Rudolf-Insel, рос. Остров Рудольфа) — острів в Північному Льодовитому океані, у складі архіпелагу Земля Франца-Йосифа. Адміністративно належить до Приморського району Архангельської області Росії.

## Географія
Острів є найпівнічнішим у архіпелазі та усієї Росії. На півночі знаходиться крайня північна точка країни — мис Флігелі, яка також є найпівнічнішою точкою Євразії. На півдні острів відокремлений від острова Гогенлое та островів Октябрят протокою Ноймаєра.
На заході знаходиться бухта Те́пліц, на північному березі якої знаходиться полярна станція Рудольфа. Острів вкритий льодовиками, на півдні знаходиться льодовик Міддендорфа, у вершині розташована найвища точка острова — 461 м.
Крайні точки:
- північна — мис Флігелі;
- південна — мис Бророк;
- західна — мис Столбовий;
- східна — мис Велмана.

Крім того на острові названі й інші миси — Рат та Габермана на південному сході, Аук на південному заході, Германія на північному заході.

## Історія

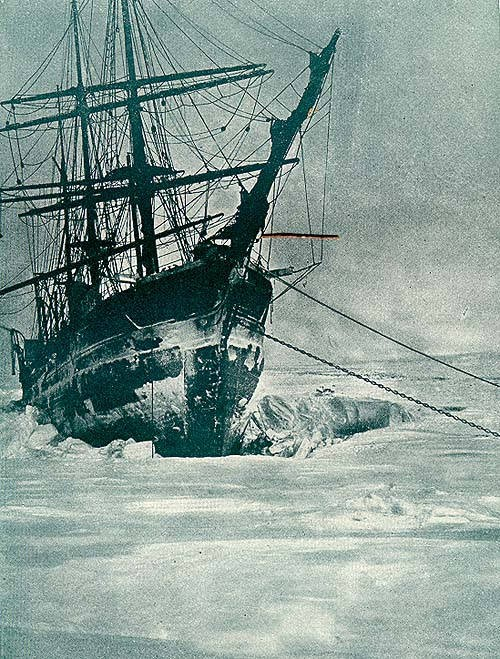
Корабель в льодах бухти Тепліц (1904)

Острів відкритий 1873 року австро-угорською експедицією Юліуса Паєра, названий на честь кронпринца Австрії Рудольфа. В 1900 році експедиція капітана Умберто Каньї виявила, що на північ від острова немає нанесених на карту Паєром Землі Петермана та Землі Короля Оскара.
У 1914 році на острові був похований полярний дослідник Г. Я. Сєдов, який помер під час експедиції до Північного полюса.
Влітку 1932 року в межах програми Другого Міжнародного Полярного року на острові Рудольфа була відкрита  метеорологічна станція. На першу зимівлю залишилося 4 полярника на чолі з Ф. І. Балабіним. Через рік станцію законсервували і  роботи подовжилися лише влітку 1936 року. Тоді на острові була створена база першої радянської повітряної експедиції на Північний полюс. І в травні 1937 року чотири важких чотирьохмоторних літака АНТ-6-4М-34Р «Авиаарктика» доставили папанінців з цієї бази на Північний полюс. У період з квітня 1942 року до 1947 року станція знову була законсервована. Останній період роботи - з 1947 по 1995 роки.